# طاووسک هاجن
طاووسک هاجن (نام علمی: Tribonyx hodgenorum) یک گونه از یلوگان منقرض‌شدهٔ نیوزیلند است. نام آن به یاد برادران هاجن است که مالک مرداب دره هرم بودند که در آن هولوتایپ کشف شده بود. وزن آن به ۲۸۰ گرم می‌رسید و بال‌هایش به اندازه‌ای کاهش یافته بود که توانایی پرواز نداشت. گسترهٔ وسیعی از زیستگاه‌ها از جمله جنگل‌های باز و علفزار در امتداد سواحل رودخانه را اشغال کرده بود.